# Personaggi ricorrenti di Final Fantasy
Nella saga di Final Fantasy sono molti i personaggi e le razze che ricorrono lungo tutti gli episodi. Spesso il personaggio riappare caratterizzato diversamente o con il nome storpiato.

## Personaggi ricorrenti

### Biggs e Wedge
Biggs e Wedge (Biggusu & Wejji) appaiono in Final Fantasy VI come soldati di Vector. In Final Fantasy VII i due sono membri del gruppo eco-terroristico AVALANCHE. In Final Fantasy Tactics hanno un breve ruolo ma sono chiamati "Viggs" e "Wezaleff". In Final Fantasy VIII appaiono come soldati Galbadiani. In Final Fantasy IX i due personaggi possono essere ritrovati in due regioni distinte della mappa del gioco, uno a Madain Sari e l'altro nella foresta dell'isola in alto a destra. In Final Fantasy X e Final Fantasy X-2 Biggs e Wedge sono i guardiani dello stadio di Blitzball.
In Final Fantasy IV: The After Years sono membri dei Red Wings ed aiutano Ceodore a compiere la sua impresa per recuperare l'emblema del cavaliere.

### Boko
Boko è il chocobo personale del protagonista di Final Fantasy V, Bartz Klauser. Compare anche in altri capitoli, come invocazione: il suo attacco firma è "Calcio del Chocobo", ma potrà anche richiamare il Chocobo Ciccio per schiacciare i nemici. Nell'ottavo capitolo basterà che Squall usi un'unità di Erba Ghisal affinché appaia il pennuto, che colpirà i nemici col suo Chocofire.

### Chaos
Chaos (o Khaos) è un personaggio ricorrente all'interno della saga di Final Fantasy. Apparso inizialmente come boss finale del primo Final Fantasy, è una divinità che rappresenta la discordia, contrapposta a Cosmos, dea dell'armonia. Chaos è un dio molto particolare, caratterizzato dal fatto di essere intrappolato in un eterno ciclo di morte e rinascita, che permette alla storia di ripetersi all'infinito e a lui di vincere o cadere all'infinito contro i guerrieri della luce. L'equilibrio che ha creato gli impedisce di agire contro la Volontà suprema, ma tramite un fortuito incidente è riuscito a legarsi ad altri esseri per divenire più potente. Parte della sua essenza si è separata da lui per vagare per i mondi come una sorta di messaggero. L'unico essere che gli può far paura è il supremo dragone Shinryu.

### Cid
Cid è un personaggio che è apparso dal secondo capitolo in poi (nel remake per Gameboy Advance del primo capitolo, si accennava ad un certo Cid dei Lufeniani). Nel quarto e nel settimo capitolo, fra l'altro, era un personaggio giocabile. Nella maggior parte dei capitoli, si tratta comunque di un ingegnere aeronavale o di una persona di spicco, come Cid di Final Fantasy VIII, nel quale ricopre il ruolo di Preside del Garden di Balamb, o nel settimo capitolo, dove invece è un ingegnere che ha progettato un razzo lunare. Nel dodicesimo capitolo ci sono due Cid, ambedue molto importanti nell'ambiente sociopolitico presente nel gioco: Uno di essi è il Principe dello Stato di Rozaria, Al-Cid Margrace, e l'altro è Cidolfus Demen Bunansa, o "Dottor Cid", un geniale inventore che procura armi all'Impero di Archadia, principale antagonista fin dai primi minuti del gioco. Nel nono capitolo il personaggio di Cid sarà addirittura un regnante, per la precisione dell'importante e fiorente città di Lindblum, e alle sue spalle porta una storia assai curiosa, che spiega il motivo del suo aspetto, ossia uno scaraburi (Una specie di blatta colorata). Nel tredicesimo capitolo Cid Raines è il comandante della cavalleria del corpo di guardia. Nel decimo capitolo è il capo di una razza denominata Albhed ed è al comando di un'aeronave con cui aiuterà i protagonisti nei capitoli finali del gioco.

### Ifrit
Ifrit (o Ifrid in Final Fantasy VIII o Jinn nella versione per Super Nintendo Entertainment System di Final Fantasy IV) è un personaggio presente nella serie di videogiochi Final Fantasy. Appare nei videogiochi Final Fantasy III, Final Fantasy IV, Final Fantasy IV the After: Tsuki no Kikan, Final Fantasy V, Final Fantasy VI, Final Fantasy VII, Before Crisis: Final Fantasy VII, Crisis Core: Final Fantasy VII, Final Fantasy VIII, Final Fantasy IX, Final Fantasy X, Final Fantasy X-2, Final Fantasy XII: Revenant Wings, Final Fantasy XIII, Final Fantasy Type-0, Final Fantasy XIV, Final Fantasy Tactics, Final Fantasy Tactics Advance, Final Fantasy Tactics A2: Grimoire of the Rift, Final Fantasy Crystal Chronicles, Final Fantasy: Unlimited with U e Dissidia Final Fantasy.
In Final Fantasy IV è dotato dell'attacco Vampe dell'inferno. In Final Fantasy VIII è un Guardian Force (GF) di elemento Fuoco, dotato dell'attacco Fiamme Infernali. Ifrit sarà disponibile una volta sconfitto durante l'esame SEED. In Final Fantasy IX può essere invocato solamente dalla principessa Garnet. Come in VIII utilizza Fiamme Infernali. In Final Fantasy X oltre all'attacco Fiamme Infernali possiede l'abilità Meteostrike. Nel seguito Final Fantasy X-2 ricoprirà il ruolo di boss.
Il Corno di Ifrit viene inoltre citato nel videogioco Kingdom Hearts. In Final Fantasy III è dotato degli attacchi Luce curativa, Fuoco infernale ed Inferno. Può essere invocato tramite Calore.

### Mog
Un moguri di nome Mog è apparso in diversi episodio, ad esempio come personaggio giocabile in Final Fantasy VI, e appare come animaletto di Eiko Carol in Final Fantasy IX.

### Ultima e Omega
Nel corso della saga molti dei boss finali degli episodi sono chiamati come Ultima o Omega. In Final Fantasy I & II: Dawn of Souls vi è un boss chiamato Ultima Weapon, ed è a guardia della magia suprema Ultima. Omega Weapon è un boss opzionale introdotto in Final Fantasy V per la prima volta: quasi sempre è una macchina aracnomorfa. In Final Fantasy VII e Final Fantasy VIII sono le Weapon, boss finali opzionali affrontabili verso la fine del gioco, e in Final Fantasy X risiedono vicino alle Rovine di Omega.

## Razze ricorrenti
- Chocobo
- Moguri

- Piros è un mostro frequente nella saga di Final Fantasy. Di elemento fuoco, ingrandisce dopo ogni attacco (o solo dopo gli attacchi fisici), quando è troppo grande usa la mossa Kamikaze per infliggere ingenti danni al gruppo o, in alcuni capitoli, solo un personaggio.
- Morlboro è un mostro tentacolare presente in alcuni Final Fantasy. Il suo attacco Alito Fetido danneggia i personaggi ed infligge numerose alterazioni di status, tra i quali sonno, avvelenamento e confusione.